# Rue Farcot
La rue Farcot est une voie publique de Saint-Ouen-sur-Seine, dans le département de la Seine-Saint-Denis.

## Situation et accès
Cette rue est desservie par la station de métro Garibaldi, sur la ligne 13 du métro de Paris.

## Origine du nom

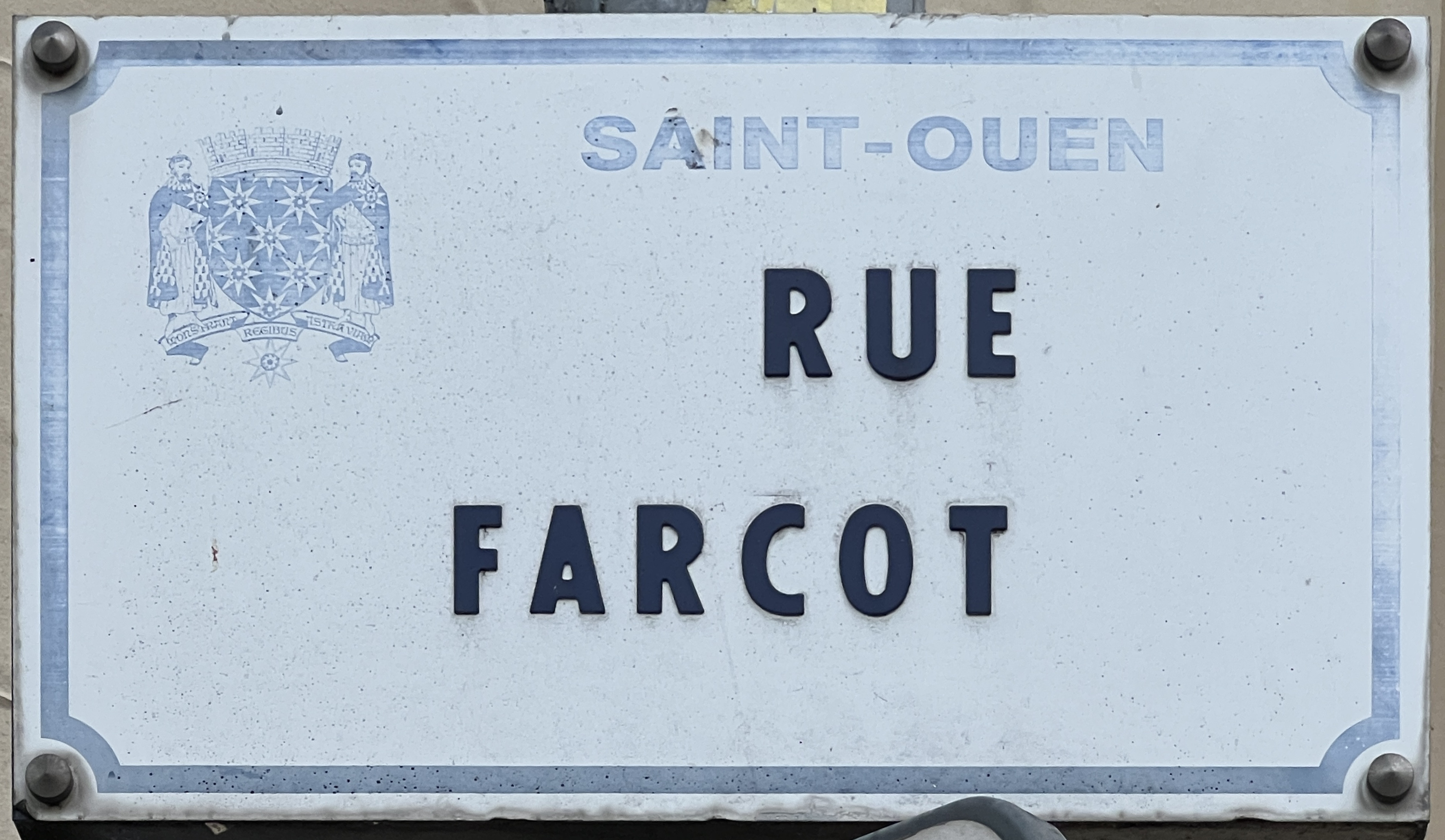
Plaque Rue Farcot.

Cette rue est nommée en hommage à l'industriel Joseph Farcot, qui prit la relève de la Maison Farcot, fabrique de machines à vapeur créée en 1823 à Paris par son père Marie-Joseph, et qui s'établit à Saint-Ouen en 1846.

## Historique

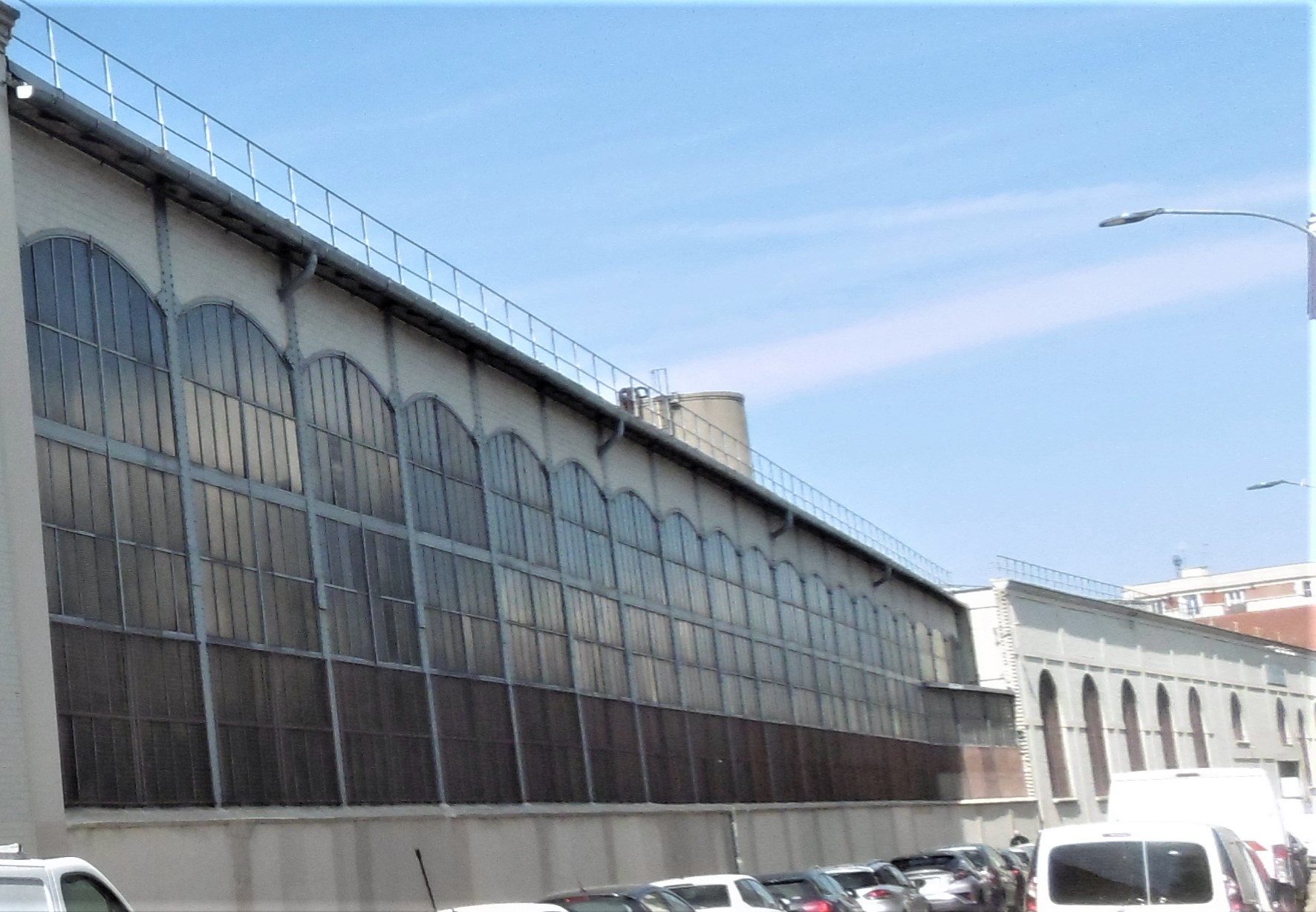
Nef métallique de l'usine Citroën

Les ateliers de Marie-Joseph Farcot, père de Joseph, étaient situés près du pont d'Austerlitz. Lorsqu'ils furent expropriés en 1846, il prit la décision - très novatrice à l'époque - de s'implanter à Saint-Ouen afin de profiter de la proximité de Paris. Cette nouvelle usine dont Joseph prit la direction comprenait ateliers de forges et d’ajustage, fours à coke, et une fonderie.
L'entreprise déclinant, l'usine créée par Joseph Farcot fut reprise en 1915 par l'entreprise SOMUA puis par Citroën en 1924, et intégrée dans le groupe PSA.
D'après la mission patrimoine du Département de la Seine-Saint-Denis, trois bâtiments anciens sont encore conservés en 2018, dont une nef métallique des années 1880 de l'usine PSA Citroën.

## Bâtiments remarquables et lieux de mémoire

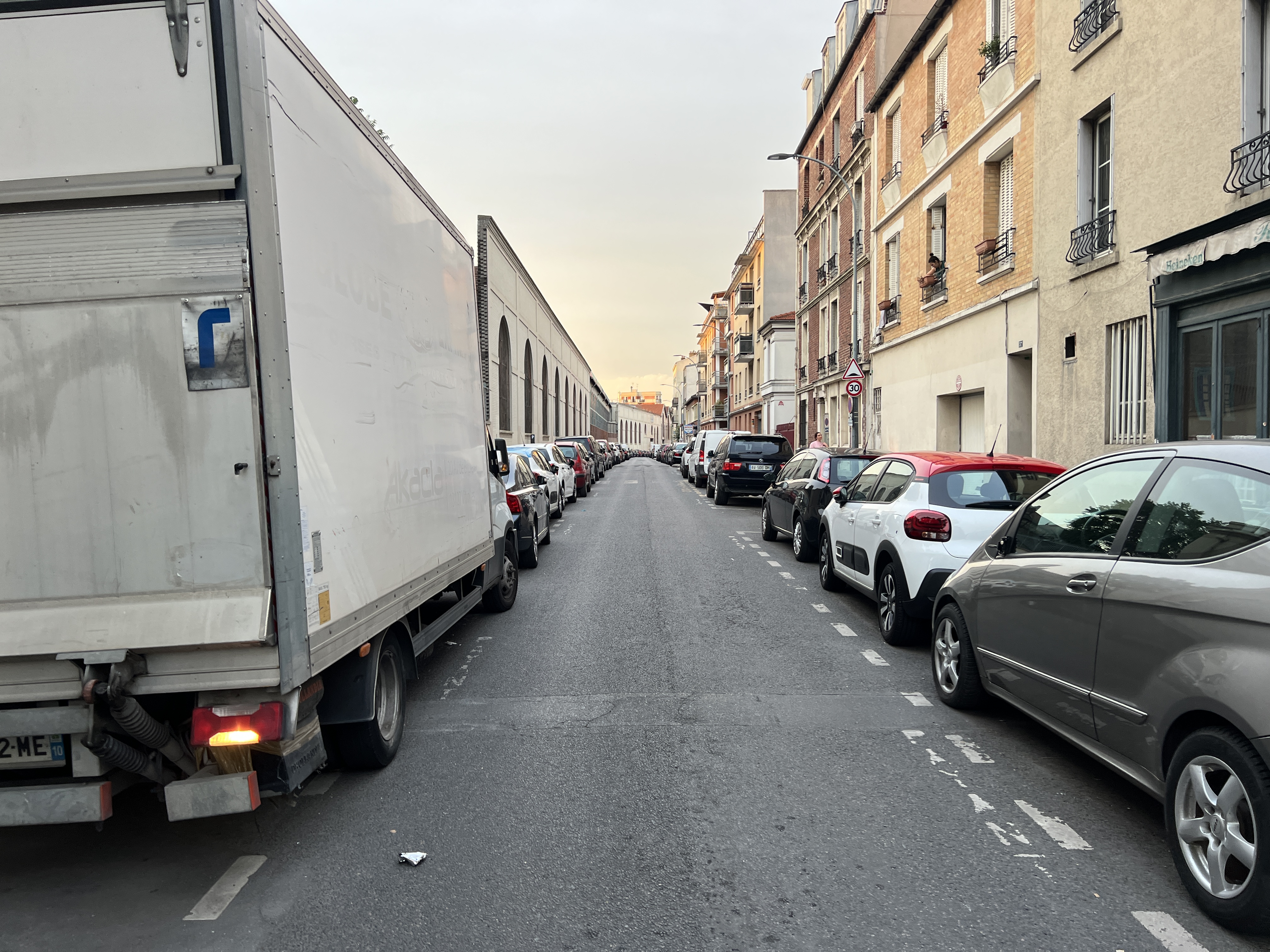
La rue en juin 2022.

- Usine PSA de Saint-Ouen, fermée en 2021.
- Église Notre-Dame-du-Rosaire, bénie en 1898.
- Rue Farcot est le titre de la face B du maxi 45 tours 2XWHITE édité par le chanteur Ilyes Sedjal en 2019[3].